# Haïti : La Fin des chimères ?
Pour plus de détails, voir Fiche technique et Distribution.
Haïti : La Fin des chimères ? est un film français réalisé par Charles Najman, sorti en 2004.

## Synopsis
Le film racontre l'histoire de Haïti depuis son indépendance.

## Fiche technique
- Titre : Haïti : La Fin des chimères ?
- Réalisation : Charles Najman
- Photographie : Pierre Novion
- Montage : Claude Santiago
- Société de production : Arte France Cinéma et Dominant 7
- Pays :  France et  Haïti
- Genre : documentaire
- Durée : 70 minutes
- Dates de sortie : 
  -  France : 23 juin 2004